# Spathandra
Spathandra é um género botânico pertencente à família Melastomataceae.